# Буріння свердловин (довідник)
Бурі́ння свердлови́н — фундаментальна довідкова праця за напрямом «Гірництво» (буріння). Включає 5 томів. Видання призначене для інженерно-технічних і наукових працівників бурових підприємств та науково-дослідних і проектних інститутів нафтової і газової промисловості, а також студентів навчальних закладів нафтогазового профілю і аспірантів.
Видано в Києві у видавництві Інтерпрес ЛТД у 2002—2004 роках.

## Опис
- Том 1. Загальні відомості про буріння свердловин, бурові установки. Обладнання та інструмент.
- Том 2. Наведені відомості про бурові розчини, технології їх приготування та очищення. Систематизовані основи технології відробки бурових доліт і відбору керна. Промивання свердловин. Відробка доліт.
- Том 3. Систематизовані відомості про технічні засоби і технології буріння вертикальних, похило-скерованих, горизонтальних та багатовибійних свердловин, описані математичні моделі і викладені методики проектування траєкторій свердловин.
- Том 4. викладено основи проектування конструкцій свердловин та принципи вибору конструкцій привибійної зони свердловин. Наведено характеристики обсадних труб та елементів оснастки обсадних колон. Описано відомості про кріплення свердловин, розмежування пластів і встановлення цементних мостів. Наведено характеристики порід-колекторів нафтових і газових родовищ України. Систематизовано відомості про устаткування, прилади та інструмент для випробування та освоєння свердловин. Описано технології випробування і методики обробки результатів гідродинамічних досліджень продуктивних горизонтів. Значну увагу приділено технологіям освоєння свердловин і методам покращання фільтраційних властивостей продуктивних пластів.
- Том 5. Описано систематику ускладнень у бурінні. Описано виникнення, методи попередження і ліквідації основних видів ускладнень у бурінні.

## Автори
- Мислюк Михайло Андрійович
- Рибчич Ілля Йосипович
- Яремійчук Роман Семенович